# John Masefield
John Edward Masefield (Ledbury, Herefordshire; 1 de junio de 1878-Berkshire, 12 de mayo de 1967) fue un poeta inglés.

## Biografía
Fue marinero en su juventud, después vivió precariamente por varios años en los Estados Unidos antes de asentarse en Londres. Es más conocido por sus poemas sobre la mar de la obra Salt-Water Ballads (1902), que incluye "Sea Fever" y "Cargoes", y por sus largos poemas narrativos, como The Everlasting Mercy (1911), que contiene frases de tosquedad coloquial que fueron desconocidas en los versos ingleses de principios del siglo XX. 
Después de convertirse en un poeta Laureado del Reino Unido en 1930, su poesía se volvió más austera. También escribió novelas de aventura, reseñas y obras para niños.